# Quack Pack
Quack Pack es una serie de animación de Walt Disney Television Animation creada por Rob Humphrey y Jim Peterson. La serie debutó en las pantallas pequeñas en septiembre de 1996. Consta de una temporada de 39 episodios.
Los protagonistas son cuatro patos antropomorfos: Huey, Dewey y Louie y su tío Donald. A diferencia de sus otras apariciones en animación, en Quack Pack los sobrinos de Donald ya han alcanzado la adolescencia.

## Argumento
La serie se centra en las aventuras del Pato Donald y sus sobrinos, quienes pasan a ser de niños a tener características adolescentes. Ellos hablan con voces convencionales diferente al sonido de un palmípedo como sería el caso de Donald. También participan en actividades propias de sus edades. La novia de Donald, Daisy, es una reportera de un noticiario llamado "Ocurrió en el mundo" (What in the World), con Donald como cámara. Ludwig Von Drake también tiene apariciones menores en la serie.

## Producción
El tono humorístico de Quack Pack es considerado como humor físico mucho más allá que el de su antecesora Patoaventuras que tenía un humor más serio e infantil. Mientras que en esta serie también se muestra en la ciudad de Patolandia en comparación con la serie hermana de esta en la que casi todos los personajes tenían características humanas, con los patos siendo los únicos personajes antropomorfos que aparecen.
El tema de inicio de la serie era Duck Daze, pero se cambió en el último minuto por Quack Pack, el título de la serie se reflejó en el tema de inicio de la serie, la canción está interpretada por Eddie Money.

## Reparto
| Personajes       | Actor de voz original (Estados Unidos) | Actor de doblaje (Hispanoamérica) | Actor de doblaje (España) |
| ---------------- | -------------------------------------- | --------------------------------- | ------------------------- |
| Pato Donald      | Tony Anselmo                           | Rafael Narváez                    | Héctor Fernández Lera     |
| Pata Daisy       | Kath Soucie                            | Ivette González                   | Yolanda Mateos            |
| Hugo / Juanito   | Jeannie Elias                          | Marcela Bordes                    | Sara Vivas                |
| Paco / Jaimito   | Pamela Adlon                           | Ana Grinta                        | Chelo Vivares             |
| Luis / Jorgito   | Elizabeth Daily                        | Erika Robledo                     | Isacha Mengíbar           |
| Gwumpki          | Pat Fraley                             | Alejandro Abdalah                 | ¿?                        |
| Kent Powers      | Roger Rose                             | Rubén Trujillo                    | José Padilla              |
| Ludwing Von Pato | Corey Burton                           | Roberto Alexander                 | Pedro Casablanc           |

## Episodios
1. El terror de un super héroe
2. Isla del no tan bonito
3. El Rey Donald
4. ¡Patos a bordo!
5. El orgullo ante todo
6. Todas las manos en pato
7. Necesita 4 velocidades
8. El germinador
9. Llegas tarde Pato Donald
10. Pasta Patosa
11. Videos caseros más falsos
12. Un pez muy cohibido
13. Preparen, apunten... ¡Fuego!
14. El regreso de Escuadrón T
15. Perdón Mis Moléculas
16. Los sospechosos inusuales
17. Un pato muy independiente
18. No puedo tomar una yema
19. Dental pesado
20. Pato Terremoto
21. Los mini héroes
22. El brazo largo de la garra
23. Lugar de nieve para esconderse
24. Huey Duck, P.I.
25. ¡Toma mi pato, por favor!
26. Patos de la naturaleza
27. Receta para la aventura
28. El niño que lloró fantasma
29. Reptil al rescate
30. A nadie le gusta caliente
31. Ducky querida
32. Transmisión: Imposible
33. Vecinos vigilantes
34. Sal a la carretera, Backwater Jack
35. Gato y piojo
36. Héroe hoy, Donald mañana
37. Capitán Donald
38. Doble o nada
39. Hazañas de arcilla